# شركة مصافي الجنوب
شركة مصافي الجنوب هي واحدة من الشركات الـ 16 التابعة إلى وزارة النفط العراقية، يقع مقرها في البصرة، تأسست سنة 1969.

## المصافي التابعة
- مصفاة الشعيبة

تم بناؤها في عام 1969، وباشرت منشآتها الإنتاج فعلياً في عام 1974. وتقع المصفاة على مسافة 20 كم إلى الغرب من مدينة البصرة. وبطاقة 210,000 برميل / يوم.
- مصفاة ذي قار

تمت المباشرة بإنشائه عام 1980 ويتكون من وحدتي تكرير طاقة كل منهما (10000) برميل/ يوم وتم توسيعه بوحدة تكرير ثالثة عام 1981 لتصبح طاقته الكلية (30000) برميل/ يوم وفي عام 1982 تم إنشاء وحدة إسفلت بطاقة (500) طن / يوم بدأ الإنتاج فيها عام 1984 وكان الهدف من إنشائه توفير المنتجات النفطية للمحافظة والمناطق القريبة منها إضافة إلى زيادة الطاقة الإنتاجية للشركة.
- مصفاة ميسان

تم إنشاء هذا المصفى في عام 1999 بطاقة إنتاجية (10000) ألاف برميل/يوم، وفي عام 2010 تم توسيعه بوحدتين تكريريتين طاقة كل منها (10000) آلاف برميل/يوم، لتصبح طاقته الكلية (30000) ألف برميل/ يوم بعد نقله إلى مكانه الجديد في منطقة حقول بزركان.